# Краснохолм
Краснохо́лм (ранее Краснохолмская слобода, слобода Красный Холм, Краснохолмская станица) — село в Северном округе городского округа Оренбург Оренбургской области.

## Население
| 1959 | 1979  | 2002  | 2010  | 2021  |
| ---- | ----- | ----- | ----- | ----- |
| 5455 | ↘5408 | ↗6075 | ↘5806 | ↘5032 |

## История
Точная дата основания не известна. Первое известное упоминание о Краснохолмской слободе можно найти в произведении писателя-путешественника Свиньина «Отечественный записки», где он описывает путешествие в Илецкую Защиту (ныне Соль-Илецк), совершённое им в 1824 году:

После сего скажу ещё несколько слов о новой солевозной дороге в Разсыпную крепость, по которой я ехал я в Илецкую Защиту. — В двух местах сделаны по ней заселения, и без всякого пристрастия замечу — выбраны для того самые счастливейшие места, изобилующие всеми удобностями жизни, выбраны глазом верного наблюдателя. Первая Новокардоиловка, населена Малороссиянами: деревня расположена на мысе, образуемом Уралом и Озером. За последним виден густой лес, что поистине есть неоценённое сокровище в сей степи; а берега, так как и Урала, доставляют тучные пажити; поля также на виду деревни, и земля вообще чёрная и сочная. Другая деревня, начинающая селиться Царицынскими крестьянами, называется Красный Холм и ещё лучше и выгоднее расположена. Она стоит на пригорке, с коего крестьянин видит всю обширную собственность: поля, луга, рощи, пастбища и сами бакчи (самые бакши у автора); воздух всегда чистый, благорастворённый; нет комаров — мучителей степей, и вода весьма хороша. — Деревня сия от р. Урала в 6 верстах. Русские мужики, чувствуя всю цену своего благополучия, сделали неимоверный успехи в своём благосостоянии; к сожалению — их доселе только 20 дворов, Малороссиян же более 500 душ…
— Свиньин, П. П. Посещение Илецкой защиты в 1824 году // Отечественные записки. — 1825. — Ч. 23. — № 63. — c. 432 — С. 154—155
Первыми поселенцами были государственные крестьяне из Саратовской губернии, позднее переселились войсковые обыватели из Воронежской и Курской губерний и однодворцы. Люди переселялись на новые территории спасаясь от закрепощения и малоземелья. Жители слободы были причислены в казённые солевозы.
В 1840 году вышло «Положение об Оренбургском казачьем войске», в результате чего жители населённых пунктов по левому берегу Урала были причислены в казаки. С тех пор Краснохолм стал станицей.
В 1849 году был освящён храм в честь Николая Чудотворца. В советские годы здание было отдано Дому культуры, позднее — сельской библиотеке, которая функционирует и в наши дни. В 1909—1913 году, на пожертвования казаков станицы, была построена и освящена церковь в честь Покрова Пресвятой Богородицы. В 1930-х годах храм Покрова Пресвятой Богородицы был закрыт и занят под амбар, а священнослужители и верующие подверглись гонениям и репрессиям. По благословению архиепископа Оренбургского и Бузулукского Валентина в 2001 году возобновлены Богослужения в здании храма.
В годы Гражданской войны станица была разделена на две части — красную и белую, отдельную станицу Краснопокровскую (левобержная часть станицы), во главе с атаманом Василием Сивожелезовым. Для борьбы с красными был направлен карательный отряд. В ходе непродолжительных боёв, часть лидеров красных казаков была схвачена и убита в здании станичной школы.
С 1920 по 1963 (с небольшими перерывами) являлся центром Краснохолмского района. После его упразднения — в составе Оренбургского, затем Илекского районов. В 90-х годах вошёл в состав Дзержинского района Оренбурга.
В Краснохолмском пехотном училище, созданном в годы войны, учился Герой Советского Союза Матросов. Сейчас в здании располагается СОШ № 84. Так же в Краснохолме родился другой Герой Советского Союза — Гребенников Борис Иванович.

## Достопримечательности
- Церковь Покрова Пресвятой Богородицы.
- Мемориал памяти участникам Великой Отечественной войны.

## Природные условия
Село расположено на горе, климат континентальный, в окрестностях находятся реки Чёрная и Урал, озера Песчаное, Боковое и Белужье.

## Известные уроженцы
- Гребенников, Борис Иванович — Герой Советского Союза.
- Козолупов, Семён Матвеевич — виолончелист, учитель Ростроповича.
- Кузнецов, Александр Степанович — советский военачальник.
- Чикризов, Алексей Васильевич — начальник РВВДКУ.

## Инфраструктура
Отделение связи: почта, телефон, телеграф